# Mokuleia
Mokuleia es un lugar designado por el censo ubicado en el condado de Honolulu en el estado estadounidense de Hawái. En el año 2000 tenía una población de 1.839 habitantes y una densidad poblacional de 139.3 personas por km².

## Geografía
Mokuleia se encuentra ubicado en las coordenadas 21°34′57″N 158°10′31″O / 21.58250, -158.17528. Según la Oficina del Censo, la localidad tiene un área total de 13,2 km² (5,1 mi²), de la cual 5,2 km² (2 mi²) es tierra y 8,1 km² (3,1 mi²) (60.98%) es agua.

## Demografía
Según la Oficina del Censo en 2000 los ingresos medios por hogar en la localidad eran de $50.100, y los ingresos medios por familia eran $57.917. Los hombres tenían unos ingresos medios de $36.458 frente a los $27.317 para las mujeres. La renta per cápita para la localidad era de $24.643. Alrededor del 10.5% de las familias y del 10.7% de la población estaban por debajo del umbral de pobreza.